# Aeropista de Bahía Asunción
El Aeródromo de Bahía Asunción (Código OACI: MX10 - Código DGAC: BSU) es un pequeño aeropuerto ubicado al norte de Bahía Asunción en el municipio de Mulegé, Baja California Sur. Cuenta con una pista de aterrizaje de 1,647 metros de largo y 23 metros de ancho. Actualmente solo se usa con propósitos de aviación general.